# Helenodora
Helenodora là một chi tuyệt chủng của ngành onychophora được biết đến từ  kỷ Than đá ở Hệ tầng Carbondale của Illinois.  Là chi chỉ có một loài được mô tả là H. inopinata.

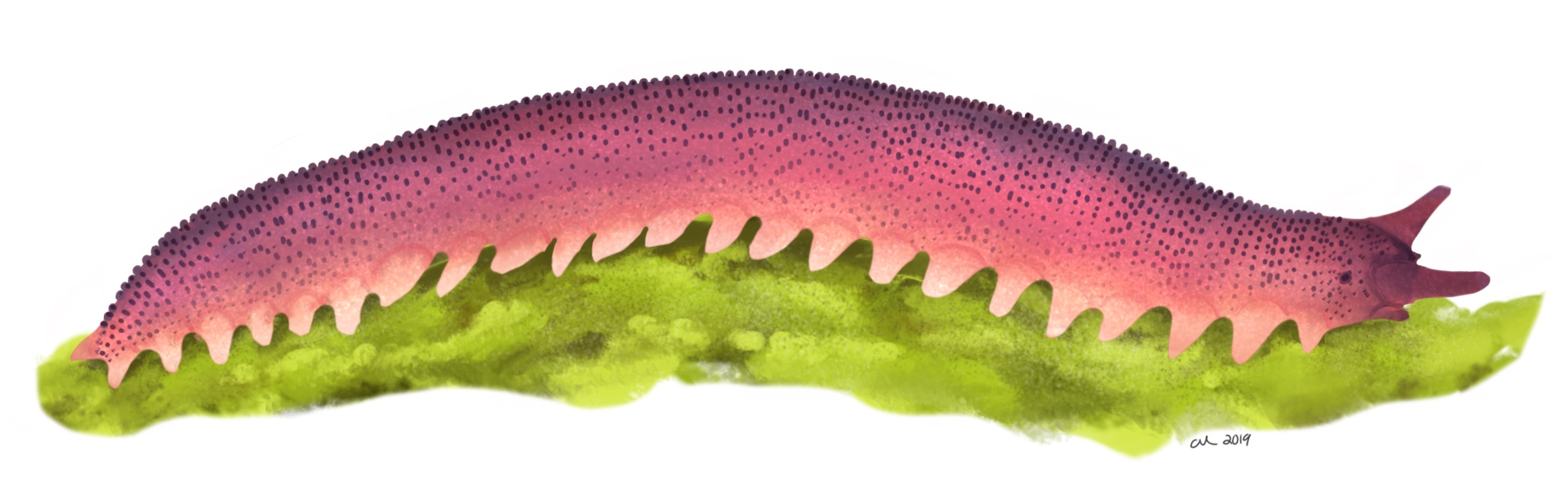
tái tạo của H. inopinata